# 2019–2020-as olasz női labdarúgó-bajnokság (első osztály)
Az 53. olasz női labdarúgó-bajnokság 2019. szeptember 14-én kezdődött, a koronavírus-járvány miatt pedig 2020. február 23-án ért véget. A befejezetlen kiírás végeredményéhez a lejátszott fordulók alatt szerzett pontokat egészítették ki a csapatok mérkőzésenkénti átlagpontszámaival. A bajnokságot a címvédő Juventus együttese nyerte.

## A bajnokság csapatai
A előző évi bajnokság során a Pink Bari és az Orobica együttese végzett a kieső helyeken, azonban a Mozzanica megszűnésével és a ChievoVerona visszalépésével lehetőségük adódott az első osztályban folytatni szereplésüket.

### Csapatváltozások
| Feljutott az első osztályba | Kiesett a másodosztályba                                                                                                 |
| --------------------------- | --- |
| Inter Empoli                | Mozzanica (a 2018–19-es bajnokság végeztével megszűnt az egyesület) ChievoVerona (lemondott az első osztályú tagságáról) |

### Csapatok adatai
| Klub           | Város            | Stadion                   |
| -------------- | ---------------- | ------------------------- |
| Empoli         | Empoli           | Centro Sportivo Monteboro |
| Fiorentina     | Firenze          | Stadio Gino Bozzi         |
| Florentia      | San Gimignano    | Stadio Santa Lucia        |
| Internazionale | Milánó           | Youth Development Centre  |
| Juventus       | Torino           | Juventus Training Center  |
| Milan          | Milánó           | Centro Sportivo Vismara   |
| Tavagnacco     | Tavagnacco       | Stadio Comunale           |
| Pink Bari      | Bitetto          | Stadio Antonio Antonucci  |
| Roma           | Róma             | Stadio Tre Fontane        |
| Orobica        | Cologno al Serio | Centro Sportivo Fachetti  |
| Sassuolo       | Sassuolo         | Stadio Enzo Ricci         |
| Verona         | Verona           | Sinergy Stadion           |

## Tabella
| H.  | Csapat           | M. | Gy. | D. | V. | G+ | G- | +/- | P. | Átlag  | Megjegyzés                   |
| --- | ---------------- | -- | --- | -- | -- | -- | -- | --- | -- | ------ | ---------------------------- |
| 1.  | Juventus CV      | 16 | 14  | 2  | 0  | 48 | 10 | +38 | 44 | 61,111 | Bajnokok Ligája (csoportkör) |
| 2.  | Fiorentina       | 15 | 11  | 2  | 2  | 40 | 15 | +25 | 35 | 51,268 | Bajnokok Ligája (1. forduló) |
| 3.  | Milan            | 15 | 11  | 2  | 2  | 35 | 15 | +20 | 35 | 51,268 |                              |
| 4.  | Roma             | 16 | 11  | 1  | 4  | 41 | 17 | +24 | 34 | 46,750 |                              |
| 5.  | Florentia        | 16 | 7   | 3  | 6  | 24 | 26 | -2  | 24 | 33,000 |                              |
| 6.  | Sassuolo         | 16 | 7   | 2  | 7  | 29 | 19 | +10 | 23 | 29,857 |                              |
| 7.  | Internazionale Ú | 16 | 5   | 4  | 7  | 20 | 27 | -7  | 19 | 26,125 |                              |
| 8.  | Empoli Ú         | 16 | 5   | 4  | 7  | 22 | 24 | -2  | 19 | 26,125 |                              |
| 9.  | Verona           | 16 | 3   | 3  | 10 | 16 | 39 | -23 | 12 | 26,125 |                              |
| 10. | Pink Bari        | 16 | 1   | 8  | 7  | 17 | 32 | -15 | 11 | 15,125 |                              |
| 11. | Tavagnacco K     | 16 | 2   | 4  | 10 | 9  | 32 | -23 | 10 | 13,750 | Serie B                      |
| 12. | Orobica K        | 16 | 0   | 1  | 15 | 6  | 51 | -45 | 1  | 1,375  | Serie B                      |

|}

Utolsó frissítés: 2020. szeptember 1. 
Forrás: FIGC 
A rangsorolás alapszabályai: 1. összpontszám, 2. egymás elleni eredmények összpontszáma, 3. gólkülönbség, 4. szerzett gólok száma.
(B): Bajnokcsapat, (K): Kieső csapat, (F): Feljutó csapat, (I): Kupainduló, (R): A rájátszás győztese, (KGY): Kupagyőztes

## Statisztikák
Összesített góllövőlista
| Gól | Név                           | Csapat         |
| --- | ----------------------------- | -------------- |
| 16  | Cristiana Girelli             | Juventus       |
| 12  | Tatiana Bonetti               | Fiorentina     |
| 12  | Daniela Sabatino              | Sassuolo       |
| 9   | Melania Martinovic            | Florentia      |
| 9   | Lindsey Thomas                | Roma           |
| 9   | Valentina Giacinti            | Milan          |
| 7   | Agnese Bonfantini             | Roma           |
| 7   | Maegan Kelly                  | Florentia      |
| 6   | Valentina Cernoia             | Juventus       |
| 6   | Ilaria Mauro                  | Fiorentina     |
| 6   | Gloria Marinelli              | Internazionale |
| 5   | Andressa Alves                | Roma           |
| 5   | Dominika Čonč                 | Milan          |
| 5   | Lisa De Vanna                 | Fiorentina     |
| 5   | Claudia Ferrato               | Sassuolo       |
| 5   | Benedetta Glionna             | Verona         |
| 5   | Cecilia Prugna                | Empoli         |
| 5   | Martina Rosucci               | Juventus       |
| 5   | Stefania Tarenzi              | Internazionale |
| 5   | Berglind Björg Þorvaldsdóttir | Milan          |